# Quận Tillamook, Oregon
Quận Tillamook là một quận nằm trong tiểu bang Oregon. Quận được đặt tên của một bộ tộc người bản thổ châu Mỹ là Bộ tộc Tillamook đang sống trong khu vực này đầu thế kỷ 19 vào lúc người Mỹ gốc châu Âu đến định cư. Năm 2000, dân số của quận là 24.262. Quận lỵ là Tillamook.6

## Đia lý
Theo Cục điều tra dân số Hoa Kỳ, quận có tổng diện tích là 1.333 dặm vuông (3.452 km²) trong đó đất chiếm 1.102 dặm vuông (2.855 km²) và nước chiếm 231 dặm vuông (597 km²) hay 17,30%. Ở cao độ 3.706 feet (1130 m), Đỉnh núi Rogers là điểm cao nhất quận và cao nhất Dãy núi Duyên hải Bắc Oregon.

## Các quận giáp ranh
- Quận Clatsop, Oregon - bắc
- Quận Washington, Oregon - đông/đông bắc
- Quận Yamhill, Oregon - đông/đông nam
- Quận Polk, Oregon - đông nam
- Quận Lincoln, Oregon - nam

## Lịch sử
Quận Tillamook, quận thứ 12 được tổ chức tại Oregon, được thành lập ngày 15 tháng 12 năm 1853 khi Lập pháp Lãnh thổ chấp thuận một đạo luật thành lập quận mới trong khu vực mà trước đây bao gồm các quận Clatsop, Yamhill và Polk. Ranh giới của nó thay đổi với Quận Clatsop (1855, 1870, và 1893), với Quận Lincoln năm 1893, với Quận Washington năm 1893, 1898, và với Quận Yamhill năm 1887.
Dãy núi Duyên hải nằm phía sau Tillamook là nơi đã xảy ra các vụ cháy rừng liên tục mà được biết tiếng là "Tillamook Burn" giữa năm 1933 và 1951. Năm 1948, một lá phiếu bầu cử của tiểu bang đưa ra đã được chấp thuận để bán trái phiếu làm quỹ mua khu vực bị cháy và tiểu bang đã cải tạo lại vùng đất này. Vùng đất tiểu bang này được Thống đốc Tom McCall đặt tên lại là Rừng Tiểu bang Tillamook vào ngày 18 tháng 7 năm 1973. Vào cuối thể kỷ 20, rừng trồng lại trên vùng đất này được xem là đến thời kỳ có thể được thu hoạch thương mại.
Căn cứ không quân Tillamook dành cho kinh khí cầu được sử dụng vào ngày 1 tháng 12 năm 1942 với tên gọi là Căn cứ Không lực Hải quân Tillamook. Hai nhà chứa kinh khí cầu bị đóng sau Chiến tranh thế giới thứ hai và được bán. Một trong các nhà kho chứa khinh khi cầu bị hỏa hoạn thiêu hủy năm 1992 và chỉ hai cột trụ vẫn còn tồn tại. Nhà chứa kinh khi cầu còn lại là một điểm hấp dẫn địa phương gọi là Bảo tàng Không quân Tillamook.
Căn cứ Không quân Núi Hebo là một căn cứ phòng không thời Chiến tranh lạnh từ năm 1956 đến 1980. Nó nằm ở phía nam Tillamook trên đỉnh cao 3154 ft của Núi Hebo. Các đài Radar của Không quân được Đội Radar 689 và Đội Cảnh báo Hỏa tiễn 14 điều khiển. Đây là những phần tử thiết yếu của hệ thống phòng không thống nhất của quốc gia.
Sự phát triển dọc theo Quốc lộ Hoa Kỳ 101 về phía bắc của Tillamook trong những năm cuối thế kỷ 20 đã ngăn một phần vùng nước ngập của Sông Wilson thường hay gây lụt đến thành phố Tillamook vào mùa đông.

## Các cộng đồng

### Các thành phố hợp nhất
| - Bay City - Garibaldi - Manzanita - Nehalem | - Rockaway Beach - Tillamook - Wheeler | - Beaver - Cape Meares - Cloverdale - Hebo | - Neskowin - Netarts - Oceanside - Pacific City/Woods |

### Các cộng đồng chưa hợp nhất
| - Aldervale - Barnesdale - Barview/Twin Rocks/Watseco - Batterson - Bayocean - Bayside Gardens | - Blaine - Fairview - Foss - Happy Hollow - Hathaway Mead (bên trong thành phố Tillamook) | - Hemlock - Hobsonville - Idaville - Jordan Creek - Juno | - Lees Camp - Manhattan Beach - Mohler - Neahkahnie Beach | - Nedonna Beach - Oretown - Pleasant Valley - Salmonberry | - Sandlake - Three Rocks - Tierra Del Mar - Wheeler Heights (bên trong thành phố Wheeler) - Winema Beach |

### Những khu định cư và phố ma khác
- Cape Falcon
- Idiotville
- Siskeyville
- South Prairie

## Giao thông
- Khu giao thông Quận Tillamook